# 大堀早苗
大堀 早苗（おおほり さなえ、1950年1月2日 - ）は、日本の元女優。東京都出身。グループ71に所属していた。

## 来歴・人物
1964年、日劇ダンシングチーム（第23期）に入団。スターダンサーから女優に転向。以降、映画やテレビ、舞台などで活躍。映画『残酷おんな情死』や『聖獣学園』など、テレビドラマ『プレイガール』に出演するが、1977年のテレビドラマ『赤い激流』第8話へのゲスト出演以降、芸能活動の記録がなく、以降の消息も明らかにされていなかったが、2000年7月2日放送の日曜ビッグスペシャル『「大転身!!あの有名人は今…」 「大転身!!あの有名人は今…その後の人生大公開」』のプレイガール勢揃いに桑原幸子らと一緒に出演し、結婚引退後専業主婦（高校3年生と高校2年生の娘2人・放送当時）に入っていたことを明かした。更に2011年12月24日、日劇ダンシングチームの後輩にあたる真島茂樹らと一緒に元気な姿を見せている。

## 出演作品

### 映画
- 残酷おんな情死（1970年、日活） - 斉田千恵
- 女の警察 国際線待合室（1970年、日活） - ルミ
- やくざ刑事 俺たちに墓はない（1971年、東映） - 北玲子
- 鬼輪番（1974年、東宝） - 忍者(女)
- 聖獣学園（1974年、東映） - 水城良子
- 女必殺拳（1974年、東映） - 湖城しのぶ
- 女番長 玉突き遊び（1974年、東映） - マリ
- 突然、嵐のように（1977年、松竹） - 南の情婦

### テレビドラマ
- プレイガールシリーズ（東京12チャンネル / 東映）
  - プレイガール
    - 第97話「おんな一匹大勝負」（1971年2月8日）
    - 第104話「スリラー死神からの脅迫状」（1971年3月29日） - 幸恵
    - 第121話「夢を追う殺し屋」（1971年7月26日） - れい子
    - 第141話「男殺し裸の狩人」（1971年12月13日） - れい子
    - 第159話「裸になって殺されて」（1972年4月17日） - マキ
    - 第181話「ヌード･ダンサー殺人事件」（1972年9月18日） - レナ
    - 第195話「聖しこの夜の暗殺者」（1972年12月25日） - 邦江
    - 第213話「裸女は楽園へ帰れ」（1973年4月30日） - 杏子
    - 第228話「怪談 美女の亡霊が欲情に燃えた」（1973年8月*13日） - お静
    - 第268話「絡みもつれた欲情」（1974年5月20日） - 好枝
    - 第270話「女の武器は濡れた肌」（1974年6月3日） ～ 第287話「男見るべからず　プレイガール最後の決闘」（1974年9月30日） - 小堀早苗(レギュラー)

  - プレイガールQ （東京12チャンネル / 東映）
    - 第39話「天使は裸で勝負する」（1975年6月30日） - 井川志保
    - 第53話「全裸で消された謎の女」（1975年11月3日） - サリイ暁
    - 第70話「裸の花嫁地獄行き」（1976年3月1日） - 葉子
- 特別機動捜査隊（NET / 東映）
  - 第515話「私は許せない」（1971年9月15日） - 夏子
  - 第609話「子は誰がために泣く」（1973年7月4日） - 佐知子
  - 第657話「華麗なる挑戦状」（1974年6月5日） - 英子
  - 第689話「復讐の構図」（1975年1月22日） - 昌枝
  - 第694話「ある絶望の女」（1975年2月26日） - 奈津子
  - 第757話「霊柩車を撃て!」（1975年5月19日） - 本間有紀子
  - 第770話「歪んだ女心」（1976年8月25日） - 吉崎美代子
  - 第784話「ドキュメント逃亡」（1976年12月1日） - 神山路子
- ターゲットメン 第11話「はいえな野*郎を追え」（1971年12月18日、NET / 東映） - 加賀明子
- キイハンター 第241話「喜劇！おへそ特攻隊」[5]（1972年11月11日、TBS / 東映）
- 非情のライセンス 第1シリーズ 第42話「兇悪の新曲」（1974年1月17日、NET / 東映） - 日比野ユキ
- 特捜記者 犯罪を追え 第8話「“外出した死体”より消えた女の死体」（1974年5月22日、関西テレビ / 松竹）
- 水の炎 第15話「黄金には手を出すな」（1976年7月5日 ～ 1976年10月29日、毎日放送）
- 赤い激流 第8話「パリからの哀しい便り」（1977年7月22日、TBS / 大映テレビ）